# Quenton DeCosey
Quenton D. DeCosey Jr. (Condado de Union (Nueva Jersey), 8 de agosto de 1994) es un baloncestista estadounidense que actualmente forma parte de la plantilla del GS Lavrio de la A1 Ethniki. Con 1,96 metros de estatura, juega en la posición de escolta.

## Trayectoria deportiva
Es un jugador formado en Temple Owls y tras no ser elegido en el Draft de la NBA de 2016, debutó como profesional en la Lega Due Gold, segunda categoría del baloncesto italiano, jugando en los equipos del Universo Treviso y terminando la temporada 2016-17 en las filas del Pallacanestro Chieti.
En verano de 2017 fichó por el Koroivos B.C. de la A1 Ethniki.